# Kaczory (gmina Wiśniew)
Kaczory – wieś w Polsce położona w województwie mazowieckim, w powiecie siedleckim, w gminie Wiśniew. Ma status sołectwa.

## Opis
Wierni Kościoła rzymskokatolickiego należą do parafii Najświętszego Serca Jezusowego w Wiśniewie.
W latach 1975–1998 miejscowość należała administracyjnie do województwa siedleckiego.
Wieś liczy 148 mieszkańców (dane z 1 maja 2005). Przebiega tędy droga gminna Gostchorz – Łupiny, a w odległości 0,3 km droga krajowa nr 63. W 2010 roku została oddana do użytku droga gminna Kaczory – Wiśniew. 
W 1940 żandarmeria niemiecka rozstrzelała we wsi pięciu mężczyzn.